# Кулли (Пярнумаа)
Ку́лли (эст. Kulli) — деревня в волости Ляэнеранна уезда Пярнумаа, Эстония.

## География и описание
Расположена в полутора километрах от побережья Рижского залива, в 34 км к югу от волостного центра — города Лихула, и в 38 км к западу от уездного центра — города Пярну. Высота над уровнем моря — 13 метров. Через деревню проходит шоссе Варбла—Тыстамаа. 
Климат умеренный. Официальный язык — эстонский. Почтовый индекс — 88216.

## Население
По данным переписи населения 2021 года, в Кулли насчитывалось 46 жителей, из них 45 (97,8 %) — эстонцы.
По данным переписи населения 2011 года в деревне проживали 48 человек, все — эстонцы.
Численность населения деревни Кулли:
| Год  | 1959 | 1970 | 2000 | 2011 | 2021 |
| ---- | ---- | ---- | ---- | ---- | ---- |
| Чел. | 51   | ↗ 84 | ↘ 56 | ↘ 48 | ↘ 46 |

## История
В источниках 1689 года упоминаются Kulli Rein, Kulli Michel (крестьяне мызы Верпель), 1726 года — Kulli Maddis, Kulli Abri (крестьяне мызы Саулеп), 1782 и 1798 года — Kulli (деревня). 
На рубеже XVIII—XIX столетий в Кулли работал кирпичный завод.
В 1977–1997 годах Кулли была частью деревни Саулепи, затем восстановлена в прежних границах. Южная часть деревни носит название Палату (эст. Palatu), до 1920-х годов это была самостоятельная деревня.
В советское время деревня относилась к колхозу «Тяхе». У главного входа в здание Саулепиской школы (позже оно стало общинным домом, в настоящее время расположено на территории деревни Кулли) была установлена мемориальная доска, посвященная Герою Советского Союза ССР Якобу Кундеру (исторический памятник с 1997 до 2023 года), с надписью «В этой школе учился Герой Советского Союза Якоб Кундер. Погиб в бою 18 марта 1945». В протоколе от 30 ноября 2022 года рабочая группа по советским памятникам при Госканцелярии Эстонии (РГСП) признала памятную доску эту «красным монументом», подлежащим удалению из общественного пространства. Доска была удалена до публикации протокола РГСП (см. Список советских военных памятников Эстонии).

## Происхождение топонима
Название деревни произошло от названия хутора, получившего своё название по «птичьей» фамилии его владельца Кулли: kull ~ kulli — «ястреб», «коршун».

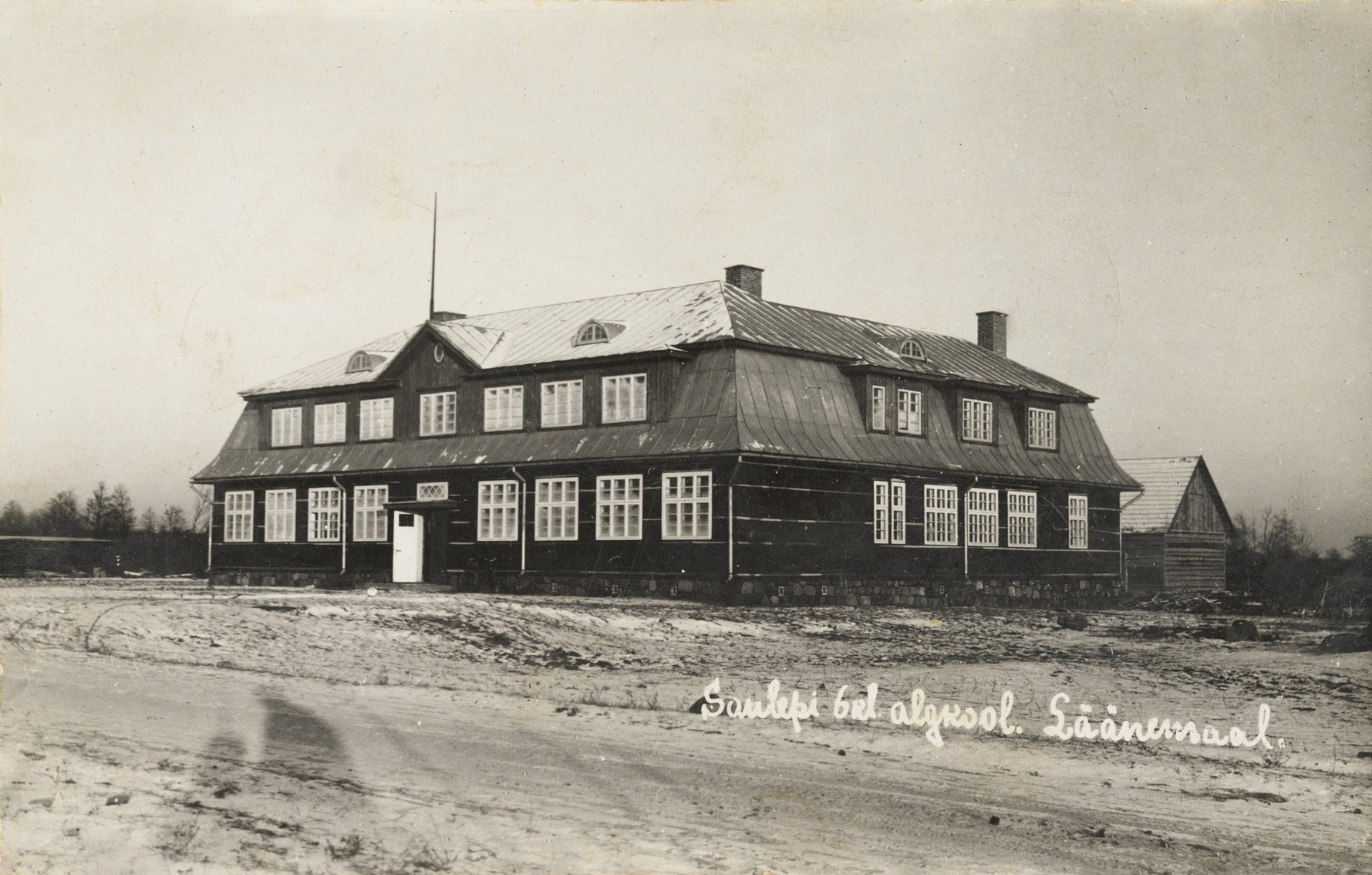
Саулепиская 6-классная школа, 1930-е годы
Мемориальная доска Герою Советского Союза Якобу Кундеру. Демонтирована в 2000-х годах